# Défi de la cannelle
Le défi de la cannelle, ou en anglais Cinnamon Challenge, est une forme de compétition alimentaire. Le but de ce défi est d'avaler sans recracher une pleine cuillerée de cannelle en poudre en moins de 60 secondes, sans ingérer rien d'autre. Il est en effet très difficile d'avaler une telle quantité à sec sans tousser et s'étouffer, avec parfois des conséquences graves pour la santé. Le défi est filmé et la vidéo mise sur YouTube ou sur d'autres sites analogues. Ces vidéos rencontrent un succès grandissant depuis 2010.   

## Historique

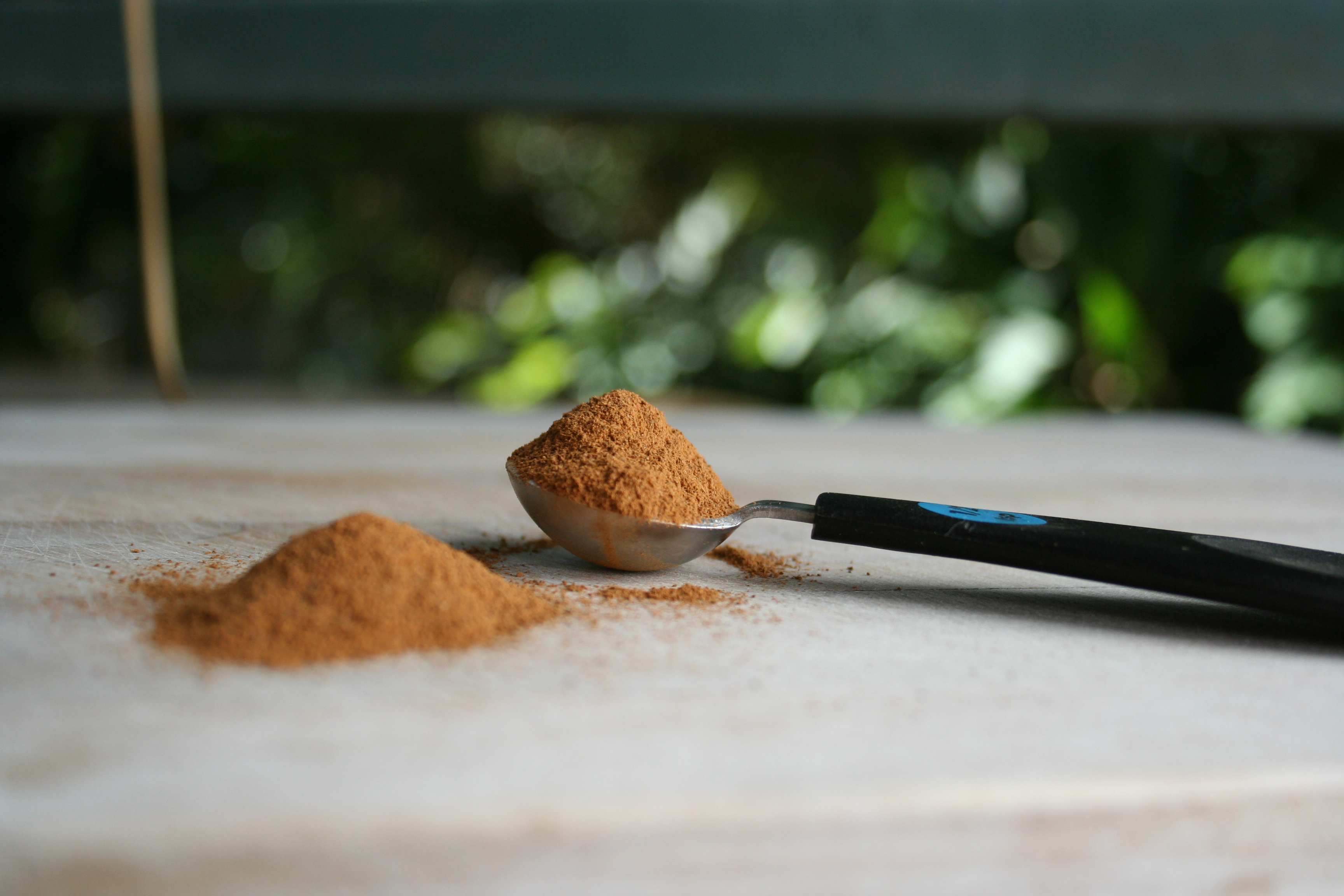
Cannelle en poudre et cuillère, les deux éléments du « défi de la cannelle ».

Connu depuis 2001 aux États-Unis, ce défi gagne en popularité vers 2007, puis est largement diffusé sous la forme de vidéos YouTube depuis 2010, avec 33 000 vidéos recensées en 2012. Une des vidéos les plus regardées est celle où apparaît une youtubeuse américaine au pseudonyme de GloZell (en), qui crache et s'étouffe bruyamment dans un nuage de cannelle en tentant d'en avaler une pleine louchée. Cette vidéo a été vue plus de 53 millions de fois début 2018 (plus de 10 millions en 2012). Des personnalités et vedettes se font remarquer dans ce même type de défi malgré les risques encourus.

## Des risques élevés pour la santé
Les instances médicales informent régulièrement des risques graves que fait subir cette pratique. 
Avaler ainsi de la cannelle en poudre sans l'aide de boisson assèche la bouche, la gorge, ce qui provoque toux, étouffement, vomissements, inhalation de la poudre par les voies respiratoires, entrainant des irritations de gorge, des difficultés respiratoires, inflammation des poumons et  pneumonies. Les jeunes asthmatiques peuvent même être gravement atteints par suffocation. En janvier 2012 aux États-Unis, 122 appels aux centres anti-poisons concernaient des suites à un défi de la cannelle, 30 de ces appels avaient des cas demandant un examen médical,.